# Černý trh
Černý trh neboli černá ekonomika je označení pro neoficiální ekonomiku. Jde o souhrn ekonomických vztahů, které již svou existencí porušují zákony dané země a často ji provozuje organizovaný zločin (mafie). Stejně jako v případě běžného trhu zde existují dodavatelé, odběratelé a prostředníci zboží nebo služeb, smluvní ceny, obchodní zvyky a tak dále. Potenciálně vysoký peněžní zisk výměnou za nízký vklad je hlavní motivací angažovanosti na černém trhu. Zboží směněné na černém trhu není daněno, nachází se mimo kontrolu státu jako formální autority. Často se jedná o takové druhy komodit, které formální autorita neumožňuje směňovat a/nebo držet (drogy), takové, které reguluje (zbraně), nebo zboží, které je vysoce daněno (tabák).
Zboží nacházející se na černém trhu může být dražší či naopak levnější než zákonem dané tržní ceny. K předražení dochází zejména u zboží, které by se jen těžko nabylo jiným způsobem, jeho produkce je nebezpečná či se nedá sehnat legálně. Naopak levněji se prodává zboží, za jehož výrobní náklady bylo ušetřeno (například kradené zboží) či nepodlehlo vysokému danění.
Mezi nevýhody černého trhu můžeme zahrnout možnost odhalení nelegální činnosti, vysoké riziko podvodu, možnost násilí, obdržení padělku (falšování zboží) a skutečnost, že kupující nemá dostatečné finanční prostředky.

## Zboží a služby na černém trhu

### Trh s tabákem
Tabák obsahující alkaloid nikotin se stal symbolem moderní společnosti a právě tento fakt udělal z cigarety běžný produkt jak legálního, tak však i ilegálního trhu. Každým rokem stovky miliard cigaret mizí z běžného trhu do stínové ekonomiky a náklady ve zdravotnictví se radikálně navyšují.
Černý trh s tabákem je podporován formou pašování, padělání či daňových úniků. Jelikož je tabák ve většině zemích jedním z nejvíce daněných produktů, poptávka po distribuci levnějšího tabáku s nižší kvalitou se stala všudypřítomnou. V průběhu mnoha let byla Evropa hlavním producentem nelegálních tabákových výrobků a studia odhadují ztráty vlád spadajících pod Evropskou unii na 10 miliard euro v roce 2011.
Nelegální trh s tabákem je v dnešní době velmi rozvinutý a odhalit veškeré distribuční systémy a komplexní pašerácké stezky je zkrátka nemožné. Největší produkci ilegálních cigaret najdeme v Číně, Vietnamu, Egyptě, Zimbabwe nebo Paraguayi. Tabákové firmy odhadují, že v budoucích letech bude nelegální trh s tabákem vzrůstat, zejména z důvodu narůstající spotřební daně z cigaret a zavedení směrnice na vzhled cigaretové krabičky.

### Trh s alkoholem
Alkohol je pašován zejména z důvodu vysoké spotřební daně (v ČR až třetina ceny). Černý trh s alkoholem podporují také zavedené prohibice, například během prohibice ve Spojených státech amerických (1920-1933) nabylo pašování alkoholu na síle. Účinek zákazu alkoholu byl naprosto opačný, než se očekávalo – zvýšení konzumace alkoholu, nárůst zločinnosti, vznik gangů pašujících alkohol a otravy jedovatým alkoholem.
V České republice je známá událost z roku 2012, nazývaná metanolová aféra. Metanol původem z České republiky putoval po černém trhu a zapříčinil minimálně 45 metanolových otrav, nutným opatřením byla prohibice, která zakázala prodej a nabízení lihovin o obsahu větším než 20 procent a omezovala jeho export.

### Trh s psychoaktivními drogami
Nelegální obchod s drogami je celosvětový černý trh zabývající se kultivací, výrobou, distribucí a prodejem drog. Kvůli vysoké poptávce po omamných látkách na celém světě je potlačení tohoto trhu v dnešní jen těžko představitelné. Dle OSN byla velikost globálního trhu s drogami v roce 2013 odhadována na 321,6 miliardy dolarů.
Obchod s drogami je považován za závažný trestný čin. Sankce se liší s ohledem na zemi, typ a množství drogy, způsob distribuce atd. – od dlouholetého věznění, přes nucené práce, bičování, až po trest smrti.

### Trh se zbraněmi a vojenským materiálem
V mnoha zemích světa je osobní vlastnictví zbraní omezeno či zakázáno zákonodárnými orgány. Černý trh poskytuje získání zbraní, které není možné obdržet v dané zemi legálně nebo je možné až po získání určitých povolení a zaplacení poplatků. Zbraně jsou často získávány pašováním ze zemí, kde byly legálně zakoupeny nebo odcizeny nebo krádeží od výrobců s využitím zasvěcených osob.

### Obchod s penězi
K obchodování s penězi na černém trhu dochází z mnoha důvodů. Příkladem mohou být padělané peníze nebo špinavé peníze. Špinavé peníze (černé peníze) jsou peníze získané ilegálními transakcemi, při kterých nebyly odváděny daně. Legalizace těchto výnosů z trestné činnosti probíhá jednáním nazývaným praní špinavých peněz. Dalšími obvyklými důvody obchodování s měnami na černém trhu mohou být situace, kdy vláda neumožňuje vlastnění většího množství cizí měny, směnění místní měny s cizími měnami je možné pouze za vysoké zdanění nebo pokud kurz převodu jedné měny na druhou neodráží její skutečnou tržní hodnotu.

### Obchod s lidmi
Obchod s lidmi je ve většině zemí světa nelegální a trestná činnost. Mezi znaky obchodování s lidmi patří především doprava osoby, podvod, nátlak nebo psychické či fyzické násilí a následné vykořisťování. V dnešní době se jedná především o nucené práce, prostituci, obchod s dětmi (včetně nelegální adopce) či obchod s lidskými orgány. Nucené práce jsou zřejmě nejrozšířenějším důvodem obchodování, neboť poptávka na pracovním trhu je rozsáhlá. V roce 2014 celosvětová stínová ekonomika vytěžila kolem 150 miliard dolarů právě nucenými pracemi.
Obchodování s lidmi zbavuje jedince lidských práv a svobod. Důvodem provozování této nezákonné činnosti je především touha po penězích, částka je velmi vysoká, neboť oběť představuje pro vykořisťovatele zdroj opakovaného příjmu a naopak investovaná suma je jen minimální. Mezi oběti patří zejména jedinci z chudších oblastí, kteří doufají v nadějnější budoucnost (placená práce, stěhování, sňatek). Příčinami je dále také neinformovanost veřejnosti a nízké vzdělání. Rozvoj celosvětové dopravy a komunikace také přispívají k jednoduššímu obchodování s lidmi.

### Kuplířství a prostituce
Ve většině zemích světa je prostituce zakázaná či vysoce regulovaná, avšak díky stálé poptávce zákazníků, minimální potřebné kvalifikaci k této práci a vysokému finančnímu ohodnocení je nelegální prostituce výraznou součástí černého trhu. V zemích s regulovanou prostitucí dochází k podvodům týkajících se levnějších služeb poskytnutých výměnou za negarantované právní požadavky (například zdravotní kontroly).

### Obchod se zvířaty
Zejména v rozvojových zemích dochází k odchytu zvířat z volné přírody a následnému prodeji na černých trzích. Divoká zvířata bývají také ilegálně lovena kvůli masu, kůži či orgánům.
Příkladem může být obchod se slonovinou, který byl započat již ve 14. století a v největším rozmachu tržby byly masivní (miliarda dolarů za rok – přibližně 800 tun slonoviny). V dnešní době je v mnoha zemích tento obchod nelegální a mnoho nevládních organizací se snaží obchodu se slonovinou předejít.